# スプリングヒルの戦い
スプリングヒルの戦い（スプリングヒルのたたかい、英: Battle of Spring Hill）は、南北戦争も終盤となった1864年11月29日、テネシー州スプリングヒルでフランクリン・ナッシュビル方面作戦の一部として起きた戦闘である。ジョン・ベル・フッド中将の率いる南軍テネシー軍が、コロンビアからスプリングヒルを通って撤退途中にあったジョン・マカリスター・スコフィールド少将の指揮する北軍を攻撃した。南軍は指揮の誤りが続き、北軍に大きな損失を与えられなかった。北軍は夜の間に北のフランクリンに向けて抜け出し、南軍はこれを抑えられなかった。翌日、フッドはスコフィールド隊を追跡し、要塞化したフランクリンを攻撃したが、大変大きな損失を出すことになった。

## 背景
フッドはアトランタ方面作戦で敗北した後、ウィリアム・シャーマン将軍の軍隊のテネシー州チャタヌーガからジョージア州アトランタに至る供給線を妨害することで、その軍隊を戦闘に誘き出そうと期待していた。しかしシャーマンは短期間フッド軍を追撃した後は、その代わりにアトランタからサバンナへ海への進軍を始めた。シャーマンはカンバーランド軍を指揮するジョージ・ヘンリー・トーマス少将の下に部隊を残し、テネシーを守り、フッド軍を破るよう指示した。デイビッド・S・スタンレー少将の指揮するカンバーランド軍配下の第4軍団と、スコフィールド少将の指揮するオハイオ軍第23軍団がその任務に就いた。
フッド軍は北アラバマを抜けて移動し、その軍隊を10月30日から11月21日までアラバマ州フローレンスに集中させ、物資の到着と、新しく割り振られた騎兵指揮官ネイサン・ベッドフォード・フォレスト少将との合流を待った。フッドはジョージア州を抜けてシャーマン軍を追跡するよりも、新しい作戦を実行する道を選んだ。すなわち、北のテネシー州に移動し、トーマスの軍勢が集合できる前にこれを叩き、ナッシュビルの重要な製造拠点を占領した後は、さらに北のケンタッキー州に侵略し、できればオハイオ川まで進むというものだった。そこまで行けば東のバージニア州に進軍でき、ピータースバーグで包囲されているロバート・E・リー将軍の軍隊に合流できると考えた。西部戦線の総司令官P・G・T・ボーリガード将軍がフッドに、シャーマンの進軍をけん制するための即座の行動を促しており、トーマスがその軍勢を統合できる前に動くことの重要性を強調していた。
フッドのテネシー軍は11月21日に3つの部隊に分かれてフローレンスを出発した。ベンジャミン・F・チーザム少将軍団が左翼、スティーブン・D・リー中将軍団が中央、アレクサンダー・P・スチュワート中将軍団が右翼であり、全てフォレストの騎兵隊が攻撃的に遮蔽していた。スコフィールドはスタンレーの軍団と自分の軍団を指揮し、南軍の進軍を前にして後退し、プラスキーからコロンビアまで急速に北に進んだ。北軍はコロンビアに到着でき、南軍が到着するほんの数時間前に防御工作を築き上げることができた。
11月24日から29日まで続いたコロンビアの戦いは、一連の小競り合いとコロンビアに対する砲撃だった。11月28日、トーマスがスコフィールドに、北のフランクリンへの撤退の準備を始めるよう指示した。トーマスは、アンドリュー・J・スミス少将が指揮する第16軍団が直ぐにも到着するものと予想しており（実際には到着しなかった）、スミス隊を合わせれば、コロンビアのダック川ではなく、フランクリンのハーペス川の前線でフッド軍に対する防御を行いたいと考えた。スコフィールドは前線から800両の荷車輜重隊を、ジョージ・D・ワグナー准将の第4軍団所属師団の一部に守らせて送り出した。同日、フッドは、フォレスト将軍の下にある騎兵3個軍団をコロンビアから数マイル東に送り出し、フォレスト隊はそこで川を渡って北に進んだ。
11月29日、フッドはチーザムとスチュワートの軍団を敵の側面に回り込ませるために北に行軍させ、コロンビアの東にあるデイビスの浅瀬でダック川を渡り、一方リーの軍団の2個師団と砲兵隊の大部分は南岸に留まり、スコフィールドにコロンビアに対する総攻撃が計画されていると思わせるように仕組んだ。フッドは馬に乗ってチーザム軍団の先頭近くにおり、その軍をスコフィールド隊とトーマス隊の間に侵入させ、スコフィールド隊がコロンビアから北に撤退する時を叩いて破ろうと期待していた。スチュワートの軍団がチーザム軍団の後に従い、その後をリー軍団のエドワード・"アレゲーニー"・ジョンソン少将の師団が追った。リー軍団の残りはコロンビアの南に留まり、ダック川北岸にいるスコフィールド隊に対して、砲撃と共に示威行動を行っていた。
北軍ジェイムズ・H・ウィルソン准将の騎兵隊と、進軍してくる南軍フォレスト将軍の騎兵隊との間でその日はずっと小競り合いが続いた。フォレスト隊4,000名が幅広い回り込みを行って、ウィルソン隊を北のハーツコーナーに追い込み、北軍の騎兵がフッドの歩兵隊の前進を邪魔しないようにしていた。11月29日午前10時までに、フォレストは自隊に西に転じてスプリングヒルに向かうよう命じた。ウィルソンは何度もスコフィールドに伝令を送り、フッド隊の前進を警告したが、スコフィールドがその報告を信用し、目前にあるリー軍団の砲撃が見せかけであることを理解し、事態が苦境に陥りつつあることを認識したのは11月29日の夜明けになってからだった。スコフィールドはスタンレーに、第4軍団のネイサン・キンボール准将の師団、ワグナー師団の残り、予備砲兵隊を付けて、北に送り出した。その任務は当初輜重隊を守ることだったが、後にはスプリングヒルの交差点を保持して、全軍がフランクリンに撤退する道を確保することになった。

## 戦闘

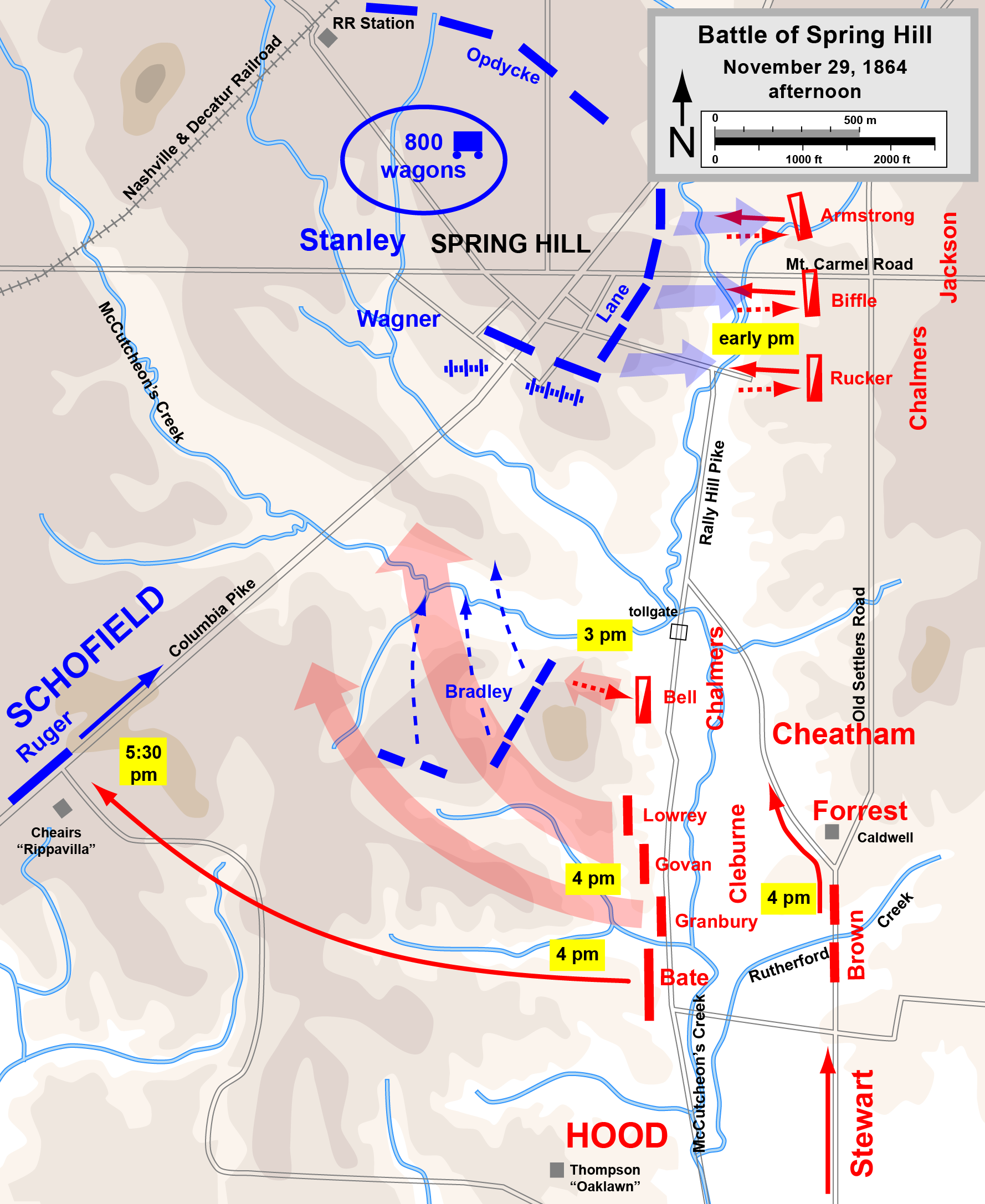
スプリングヒルの戦い、1864年11月29日午後
南軍
北軍

フォレストの騎兵隊はマウントカーメル道路をスプリングヒルに近づき、午前11時半頃に第4軍団の派遣した哨兵隊に出くわした。スタンレーは急速に北に移動して、ワグナーの師団と共にスプリングヒルの集落を3方で守る陣地を構築した。集落の北西にはエマーソン・オプダイク大佐の旅団が夥しい輜重隊を守り、ルーサー・P・ブラドリー准将の旅団もいた。レインの旅団が急速前進して、主にフランク・C・アームストロング准将のミシシッピ旅団に属する下馬した騎兵を押し返した。フォレストはフッドからの伝言を受けて、歩兵部隊が到着できるまで何としてでも陣地を保持することとした。チーザム軍団のパトリック・クリバーン少将の師団が午後半ばにフォレスト隊の左翼に到着した。その騎兵は弾薬が不足しており、前線からは退いて北に移動し、フッド軍のさらなる前進を援護する場合、あるいはスコフィールド隊の退却を遮る場合に備えた。
フォレスト隊は南に動き、チャルマーズ師団タイリー・H・ベル准将の旅団に、マカッチェオンズ・クリークの南にある小山から敵の小さな騎兵部隊と考えられたものを追い出すよう指示した。その部隊は実際にはブラドリーの旅団と対戦することとなり、砲兵の強い支援の下にあって、即座に追い返された。フォレストはそれを悔しがって「彼らは確かにそこにいたんだね？チャルマーズ」と言った。
フッドが到着し、アブサロム・トンプソンの家「オークローン」を作戦本部とした時に、この戦闘では最初の指揮層による対話不足が起きた。チーザムはウィリアム・B・ベイト少将の師団に、クリバーンと協力してスプリングヒルに向かい、アイリッシュマン隊の左翼に陣取るよう命令していた。フッドはその後で自らベイトに、コロンビア・パイクに向かい、「コロンビアの方向に回り込む」よう命令した。ベイトもフッドもこの命令の変更をチーザムに知らせようとはしていなかった。ベイト隊は戦闘隊形で約3,000ヤード (2,700 m) 前進し、コロンビア・パイクに到着したが、この行程に2時間以上を要した。午後5時半ごろ、その前衛隊であるトマス・D・カズウェル少佐の狙撃隊が左から接近してくる北軍の部隊に発砲した。それはスコフィールド隊本隊の前衛である第23軍団トマス・H・ルーガー少将の師団だった。しかし、この2つの師団が戦闘状態に入る前にチーザムの参謀士官が到着し、ベイトが最初の命令に従ってクリバーンの攻撃に加わるよう主張した。その夜遅く、ベイトは北軍の部隊と接触したが、チーザムがその遭遇の重要性を重視しなかったと報告した。
コロンビアに戻って、スコフィールドは午後3時頃に南軍がそこでは攻撃して来ないと確信し、3時半にはスプリングヒルへの行軍中だったルーガー師団の2個旅団に加わった。残りの部隊には暗くなるまでそこに留まり、その後に北に行軍して追いつくよう命令した。スコフィールドが出発してから間もなく、スティーブン・D・リーが図らずも北軍陣地に対する攻撃を始めた。ただし、リーは川を渡すためには船橋を渡す難しさを感じていた。リーの2個師団がなんとか川を渡れたときには、北軍の上級指揮官であるジェイコブ・D・コックス准将がコロンビアを離れたときであり、撤退を始め、最後に残っていた部隊も出発して、午後10時にはフランクリン・パイクを進んでいた。
クリバーン隊3,000名が午後4時ごろにブラドリーの旅団に対して斜線陣の攻撃を始めた。その構成する旅団は右から左にマーク・P・ローリー准将、ダニエル・C・ゴバン准将、ハイラム・B・グランベリー准将が指揮していた。ベルの騎兵旅団が右翼を支援したが、弾薬が不足したままであり、戦闘にあまり影響しなかった。チーザムはクリバーン隊が北のスプリングヒルに進出すると期待していたが、フッドの意図はこの隊形を使ってターンパイクの方向を抑え、左に回ってスコフィールドの到着する部隊を妨害することだったが、明らかに町の南にある北軍陣地の場所を観察していなかった。そのために階段型斜線陣がブラドリーの防御した陣地の右翼と前面に対しては有効でなく、ローリーの旅団のみが最初に交戦できただけになった。ローリーが支援を求めた後で、クリバーン自らゴバンのアーカンソー旅団を率いて前進し、それを回転させてブラドリーの右翼に対抗する北側の配置に持って行った。このゴバンとローリー隊による攻撃がブラドリー隊の側面を衝き、算を乱して退却させた。クリバーンの2個旅団がこれを活発に追撃したが、クリーク北の小山にスタンレーが据えておいた第4軍団の大砲から激しい砲火を浴びて、ターンパイク手前で立ち止まるしかなかった。
この時までに、チーザム配下ジョン・C・ブラウン少将の師団（チーザムが軍団長になる前に率いていた師団）がラザフォード・クリークを渡り、チーザムがスプリングヒル攻撃のために考えていた位置、クリバーン隊の右手に移動した。暗闇が迫り、ブラウン隊の大砲の音がクリバーン隊に攻撃を再開させる合図になった。しかし、ブラウン隊は攻撃しなかった。その右手にいた旅団長オト・F・ストラール准将が、その右手と前面に北軍の陣地があり、右翼を守ってくれるはずだったフォレストの騎兵隊は居ないように思われると報告した。ステイツ・ライツ・ギスト准将が指揮する旅団がまだ到着しておらず、攻撃に加われなかったので、ブラウンは前進する前に軍団長に相談することにした。

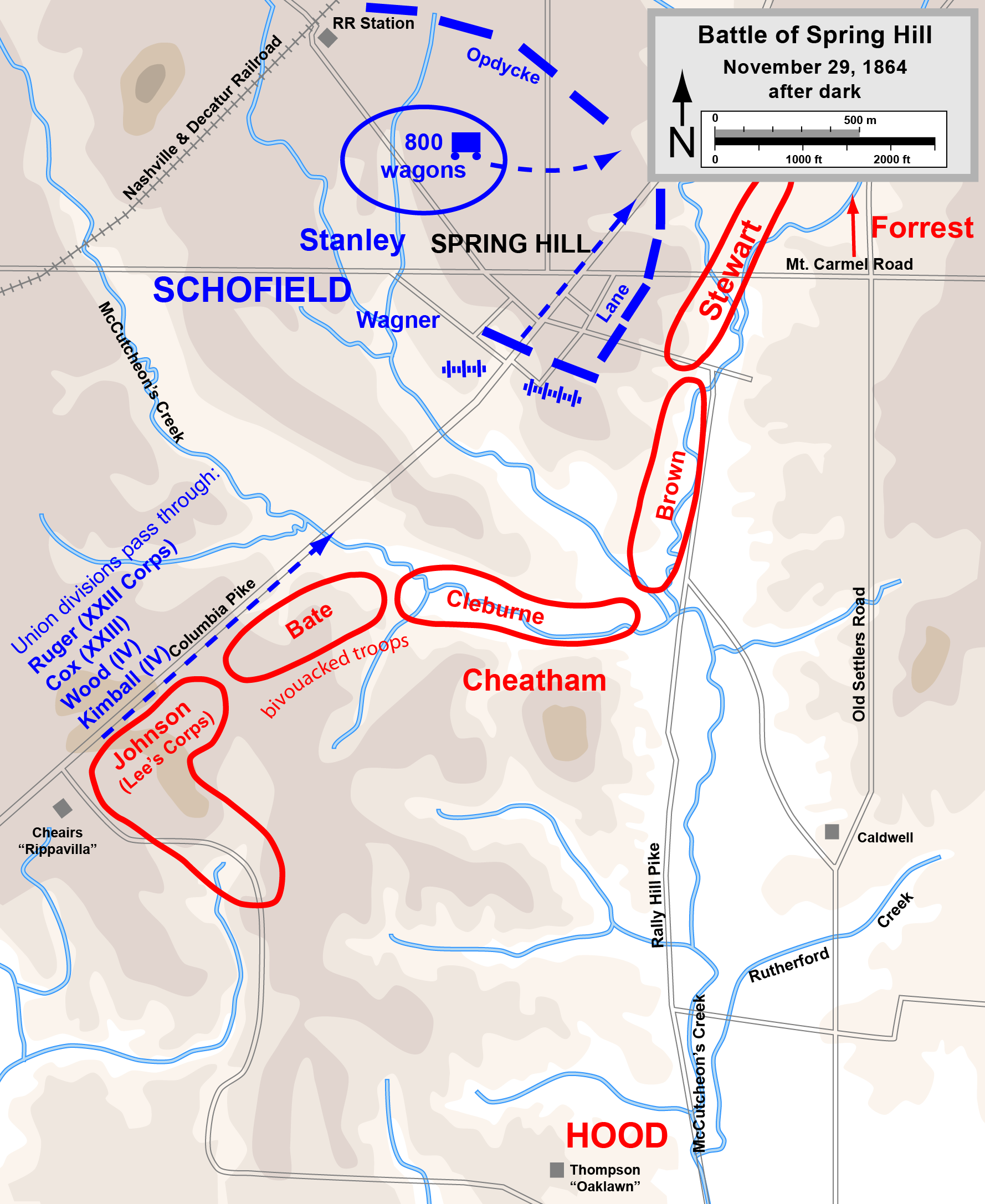
暗くなった後のスプリングヒルの陣形配置

このときチーザムはベイト隊を見つけて共同攻撃のために回り込ませようとしていた。ブラウンがチーザムを見つけるために2人の参謀士官を派遣し、その決定を待つ間に部隊の前進を止めさせた。チーザムとブラウンが話をする機会があったのは午後6時15分頃で、既に戦場は闇に包まれており、この2人の士官は右手の状態を知らずに攻撃を行うとすれば大惨事になるかもしれないと判断した。チーザムは馬でフッドの作戦本部に向かい、総指揮官と相談した。フッドは意図していたように攻撃が進行せず、フランクリン・パイクが空いたままになっていることを知って激怒した。チーザムは右翼を守るためにスチュワートの支援を必要とすると言ったので、フッドはスチュワートを見つけるために参謀の1人を派遣した。フッドはこの日朝3時から起きていたので、この時点では大変疲れていた。オークローンで大食にふけり、それにはかなりのアルコールも含まれていたので、午後9時には就寝した。その日に自軍がどのような挫折を味わおうとも、朝までにはそれを矯正できてスコフィールド軍を仕留められるという自信があった。
フッドはその日の午後早い時間に、スチュワートの軍団にラザフォード・クリークを渡らせ、北のスプリングヒルに進み、北軍の部隊を遮断するよう指示していた。スチュワートは方向を誤り、コールドウェルの家にあったフォレストの作戦本部でその日を終えることになった。そこでスチュワートはフォレストと郡の配置について相談しているときに、突然チーザムの参謀士官が到着し、フッドの名前により、スチュワート軍団がブラウンの攻撃を支援するために移動するよう指示した。スチュワートの部隊が来た道を戻り、ブラウンの指揮地点に到着したが、受けていた命令にある明らかな不一致について混乱させられたので、明白にするためにフッドの作戦本部まで戻った。スチュワートはフッドに、部隊兵が疲れており、日中から動き詰めだと伝えた。この時は午後11時になっており、待っている間に野営するよう命令していた。フッドは状況を受け入れ、スチュワートには兵士が休んだ後、明朝にフランクリンの方向に進むよう告げた。

## 戦いの後
スプリングヒルの戦いは、北軍の損失350名、南軍は500名という数字からは比較的小さな戦闘だったが、対話不足の結果と単純に悪い軍事管理によるものであり、コックスを含めスコフィールドの配下全てはその日の夜、南軍の指揮官層が寝ている間にコロンビアからスプリングヒルまで通っていた。軍隊の通過は兵士によって気付かれないではいけなかったが、通りを塞ぐための協調した動きも無かった。ローレンス・S・ロス准将の騎兵旅団がスプリングヒルの北、トンプソンのステーションで、輜重隊の通り道を塞ごうとしたが、護衛していた北軍歩兵隊が彼らを追い返した。一人の兵卒が午前2時に指揮官の将軍（フッド）を起こし、北軍の部隊が北に移動していると報告したが、フッドはチーザム隊を派遣して通り道に火を点ける以上のことはしなかった。
11月30日午前6時までに、スコフィールドの軍はスプリングヒルのかなり北まで来ており、前衛隊はフランクリンに到着して、町の南に胸壁の構築を始めていた。朝になってフッドはスコフィールド隊が逃亡したことを知り、その後の作戦会議ではこの失敗について自分以外の部下全員を非難するという怒りの集会となった後、自軍に追撃を再開するよう命じたが、それがその日の午後のフランクリンの戦いでの悲劇の始まりとなった。
スプリングヒルはフッドが北軍を孤立させ打ち破るための疑いも無く最高の機会だった（テネシー軍の歴史家トマス・L・コネリーは、スプリングヒルの重要さが評価されすぎており、スコフィールドはフランクリンないしナッシュビルまで行く3通りのルートがあったと論じている）。この失われた機会を非難し直すことが直ぐに盛んに行われるようになった。ブラウンが酔っ払っていたという噂が流れたが、それが証明されることはなく、ブラウン自身は後にテネシー州知事にもなった。フッドはチーザムが最も責任が重いと考えたが、チーザム配下のクリバーンとブラウンという師団長2人も同様に批判した。フッドの公式報告書では、「チーザム少将は即座に活発に敵を攻撃して、道路を占領するよう命じられたが、これらの命令はしばしば熱心に繰り返されたものであり、弱弱しい部分的な攻撃しかせず、支持された点にまで達しなかった」としていた。歴史家のコネリー、エリク・ジャコブソンおよびウィリー・スウォードはそれぞれフッドとチーザムの双方に非があるとしていた。
フッドの個人的な失敗については、長年歴史家達が様々な説を述べてきた。中でもずっと続いているものは、フッドがその日に荒れた道を長く馬に乗り、切断していた足の痛みとイライラを和らげようとして、その夜にアヘンチンキを吸引して衰弱していたというものである。エリク・ジャコブソンの著書『大義のために、国のために』では、この説を支持する多くの著者の名前を挙げているが、「スプリングヒルで、フッドが如何なる種類の薬物を服用したという証拠も無く、アルコールですら証拠はない」と述べてもいる。

## 関連図書
- Hood, John Bell. Advance and Retreat: Personal Experiences in the United States and Confederate States Armies. Lincoln: University of Nebraska Press, 1996. ISBN 978-0-8032-7285-9. First published 1880 for the Hood Orphan Memorial Fund by G. T. Beauregard.
- Shellenberger, Capt. John K. "The Battle of Spring Hill, Tennessee", presentation to the Commandery of the State of Missouri, MOLLUS, February 2, 1907.
- Gillum, Jamie. Twenty-five Hours to Tragedy: The Battle of Spring Hill and Operations on November 29, 1864: Precursor to the Battle of Franklin. Jamie Gillum, 2014. ISBN 978-1-4701-0681-2.